# جان ماتولکا
جان ماتولکا (انگلیسی: Jan Matulka; ۷ نوامبر ۱۸۹۰ – ۲۵ ژوئن ۱۹۷۲) نقاش، طراح، و تصویرگر اهل ایالات متحده آمریکا بود.